# 청원군

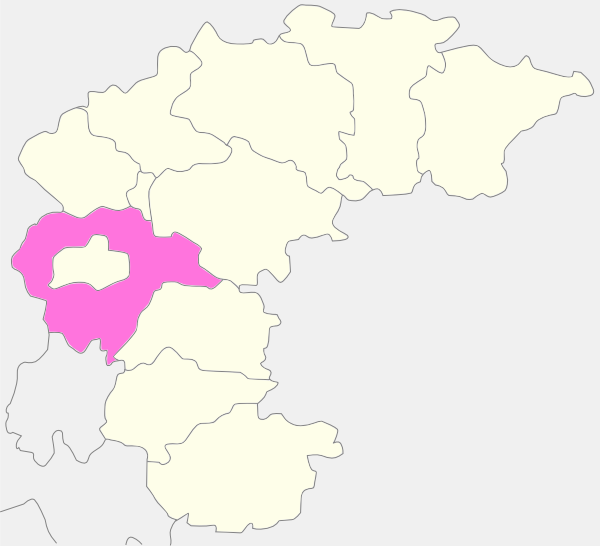
옛 청원군의 지도

청원군(淸原郡)은 대한민국 충청북도 중서부에 위치해 있었던 군이다.
1946년 6월 1일에 청주군 청주읍이 청주부로 승격돼 분리되면서 청주군의 잔여지역이 청원군으로 개칭되어 생겨났으며, 여러 차례 도농복합시 통합 논의를 거치다가 결국 2014년 7월 1일 청주시와 재통합되어 폐지되었다. 폐지 당시의 행정구역은 내수읍, 오창읍, 오송읍 3읍, 낭성면, 미원면, 가덕면, 남일면, 남이면, 문의면, 현도면, 강내면, 옥산면, 북이면 10면으로 구성되어 있었다.
청원군은 청주시를 도넛 형태로 둘러싸는 모양을 한 지역이었다. 동쪽으로 괴산군, 보은군, 서쪽으로 세종특별자치시와 충청남도 천안시, 남쪽으로 대전광역시 대덕구, 북쪽으로 진천군, 증평군과 접하였다. 군목은 느티나무, 군화는 목련, 군조는 까마귀였다. 2014년 1월 31일 기준 64,793세대 154,865명이 살고 있었으며, 군의 면적은 779.06m2였다.
군청은 충청북도 청주시 상당구 상당로69번길 38 (북문로1가 171-3)에 있었다. 청원-청주 통합 후에는 청원구에 청사를 넘긴 상당구의 임시 구청 청사로 활용했고, 상당구청이 남일면 효촌리로 이전한 후에는 신축 예정인 청주시청 임시 청사로 이용 중이다.

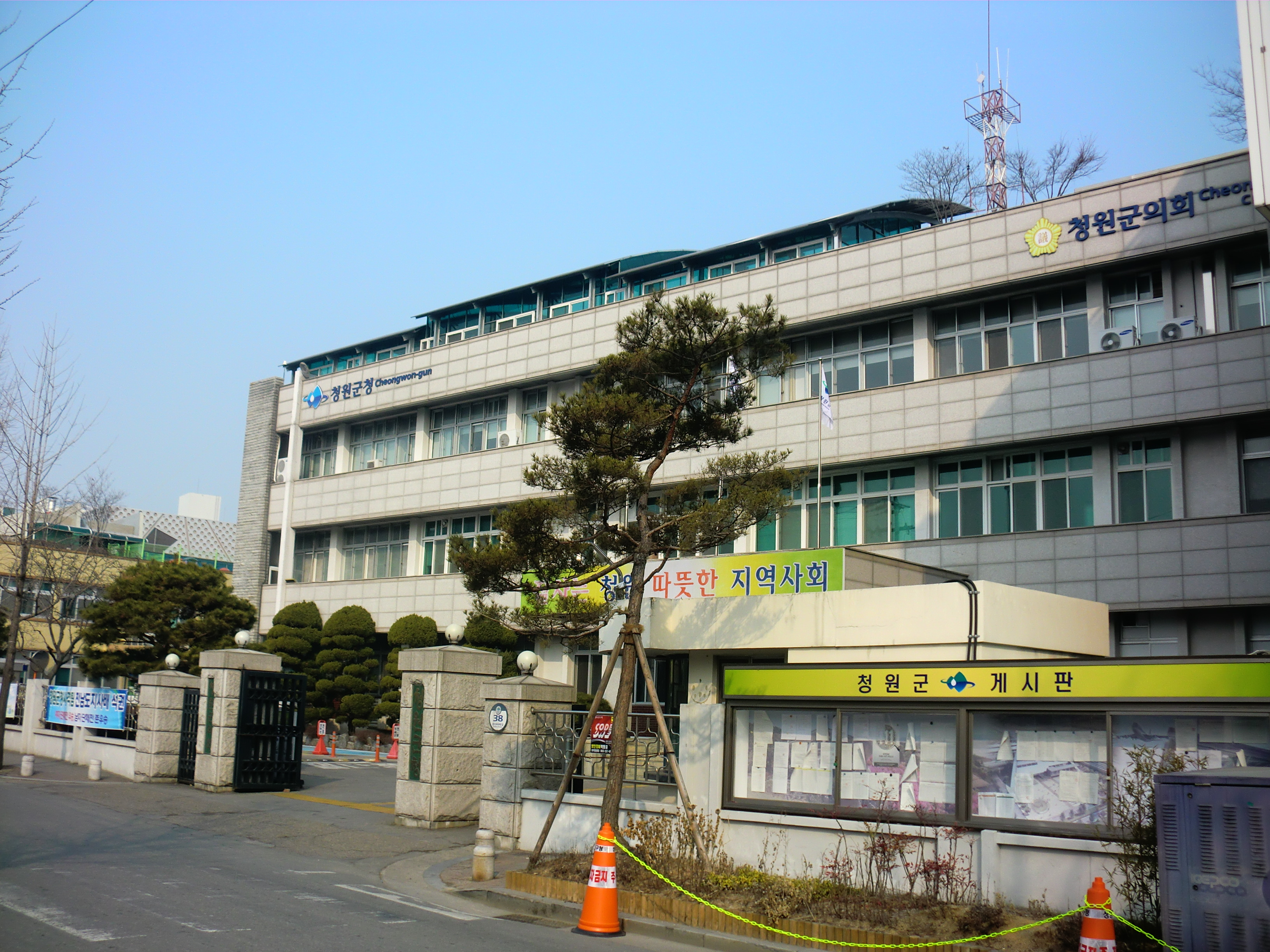
구 청원군청사

## 역사
청원군 지방은 약 20만년 전인 구석기 시대부터 사람들이 거주한 것으로 추정된다. 1976년 8월 문의면 노현리 두루봉 동굴의 구석기 유물 및 유적이 발견되었다. 또한 지금부터 6천여 년 전 빗살무늬토기를 사용하는 사람들이 살았던 것으로 추정되며, 문의면 가호리 아득이에서 신석기 시대 유물인 빗살무늬토기 조각이 발견되었다. 청동기 시대와 철기 시대에도 사람들이 집단을 이루어 부락을 형성하고 움집을 짓고 살았을 것으로 추정되며, 선돌, 고인돌이 가덕면 노동리 선돌을 비롯하여 각 면에 다수 분포한다.
삼한시대에는 마한에 속했고, 4세기에 이르러 백제에 흡수되어 상당현(청주지방), 일모산군(문의, 현도, 부용 일대)이 되었다. 고구려에서는 낭비성, 낭자곡, 낭성 등으로 불렸다. 685년 신문왕 5년 청주지방에 서원소경을 두어 청원지방은 서원소경과 일모산군의 관할에 속하게 되었고, 757년 경덕왕 16년에 서원경으로 승격되어 경덕왕은 일모산군을 연산군으로 개칭하였다. 940년 고려 태조 23년에 서원을 청주로 개명하였고, 983년 고려 성종 2년에 청주목을 두어 목사를 파견하였다. 1259년 고려 고종 46년에 청주에 내속된 연산군은 문의현으로 승격되었다.
1413년 조선 태종 13년에 청주목을 두었고, 1449년 세종 31년 일시 관찰사를 두었고, 세조 때 청주진을 두었다.
- 1946년 6월 1일 청주읍 일원에 청주부를 설치하고, 청주군은 청원군으로 개칭하였다.[1] (16면)
- 1963년 1월 1일 청원군 사주면이 청주시로 편입되었다.[3] (15면)
- 1983년 2월 15일 청원군 강서면 일원, 낭성면 산성리, 강내면 석소리, 남일면 방서리가 청주시로 편입되었고, 문의면 죽암리를 현도면에, 북이면 학평리를 북일면에 편입하였다.[4] (14면)
- 1990년 8월 1일 남일, 남이, 북일면 일부가 청주시로 편입되었다.[5] (14면)
- 2000년 1월 1일 북일면을 내수읍으로 승격하였다.[6] (1읍 13면)
- 2007년 1월 1일 오창면을 오창읍으로 승격하였다.[7] (2읍 12면)
- 2012년 1월 1일 강외면을 오송읍으로 승격하였다.[8] (3읍 11면)
- 2012년 7월 1일 부용면 9개리 중 8개리가 세종특별자치시로 편입되었고[9], 남는 1개리(외천리)를 남이면에 편입하여 부용외천리로 개칭하였다.[10] (3읍 10면)
- 2014년 7월 1일 청주시와의 재통합으로 도농복합시가 출범함에 따라 청원군은 폐지되었다.

## 지리
청원군은 충청북도 중서부에 있었다. 동쪽으로 국사봉(586.7m), 피반령(547m)을 경계로 보은군과 접하고, 서쪽으로는 조천과 구릉성 산지를 경계로 세종특별자치시, 충청남도 천안시와 접한다. 남쪽으로는 금강을 경계로 대전광역시 동구, 대덕구, 유성구와 인접하며, 북쪽으로는 보강천과 불당산(264.4m), 서림산(345m)을 경계로 진천군, 북동쪽으로는 좌구산(657m)을 경계로 증평군과 접해 있었다.
청원군의 동쪽은 괴산군의 보광산에서부터 좌구산(657m), 미동산(557.6m), 국수봉(586.7m), 피반령(547m), 샘봉산(461.7m)으로 이어지는 장년기 말에서 노년기 초의 산들로 괴산군과 보은군 및 본 군과의 경계를 이루고 있다. 한편 본 군의 북서쪽으로는 차령산맥의 저산지성 구릉지가 남서방향으로 통과하고 있어 다소간에 낮은 산군을 이루고 있었다.
청원군에는 분수계인 한남금북정맥을 경계로 금강 수계권과 남한강 수계권으로 나뉜다. 상당산맥을 중심으로 동쪽은 남한강수계권, 서쪽은 금강수계권이다. 청주에서 미원으로 가는 32번도로변에 있는 낭성면의 머구미재가 바로 분수령이다. 충청북도 최대 곡창인 미호평야는 금강의 지류인 미호천이 만들어 놓은 넓은 충적지이다. 남한강 지류인 달천의 상류에 속하는 미원천 변에도 비교적 양호한 충적지가 발달해 있다. 따라서 청원군의 금강수계는 금강의 중류에 속하고 평지를 흐르기 때문에 유량이 풍부한 편이고, 남한강수계는 남한강 상류의 평지가 좁은 곳을 흐르는 때문에 하천 폭이 좁고 유속이 빠른 편이었다.

### 지질
청원군의 지질은 크게 화성암과 변성퇴적암, 그리고 충적층으로 나뉜다. 형성시대 순으로 열거를 하면, 우선 캠브리아기의 백봉리층군에 속하는 미동산층이 미동산-국사봉-피반령을 잇는 북동-남서로 연결되는 산릉을 이룬다. 운교리층은 미동산층의 서쪽에서 넓게 분포하고, 동쪽에서 대상으로 분포하는 층으로 미동산층과는 정합적이다. 미원면 동북부 끝부분에는 오도뷔스기 후기의 옥천누층군의 최상부층인 황강리층이 하부의 문주리층을 부정합으로 덮고 있다. 청원군의 서북부 강외면과 옥산면 등지의 끝부분에 분포하는 시대 미상의 편마암이 있으며, 편마암과 관계는 알 수 없으나 본 군 서부 지역 곳곳에 분포하는 시대 미상의 복운모편암이 있다. 본 군이 둘러싸고 있는 청주시와 본 군의 서부 지역에 넓게 분포하는 일명 청주화강암이라고 하는 쥐라기의 반상화강암이 있고 그 서쪽에 분포하는 쥐라기의 흑운모화강암이 있었다.

## 행정 구역
청원군의 행정 구역은 3읍 10면으로 구성되어 있었다. 청원군의 면적은 779.06km3이며, 인구는 1969년에는 220,452명이었으나 감소와 증가를 반복하여 2014년 7월 폐지 직후을 기준으로 65,619세대, 155,701명이고 그 중 14.04%가 내수읍에, 31.57%가 오창읍에, 13.94%가 오송읍에 거주하여 읍 지역에 전체 인구의 59.55%가 거주하고 있었다.
| 읍면   | 한자   | 면적   | 세대   | 인구    | 현재 소속지역         |
| ------ | ------ | ------ | ------ | ------- | --------------------- |
| 내수읍 | 內秀邑 | 55.37  | 8,653  | 21,859  | 청원구                |
| 오창읍 | 梧倉邑 | 80.20  | 20,334 | 49,160  | 청원구                |
| 오송읍 | 五松邑 | 40.74  | 8,914  | 21,704  | 흥덕구                |
| 낭성면 | 琅城面 | 59.58  | 1,148  | 2,363   | 상당구                |
| 미원면 | 米院面 | 129.64 | 2,766  | 5,419   | 상당구                |
| 가덕면 | 加德面 | 49.80  | 2,048  | 4,342   | 상당구                |
| 남일면 | 南一面 | 35.18  | 3,058  | 7,712   | 상당구                |
| 남이면 | 南二面 | 48.84  | 3,293  | 7,448   | 서원구                |
| 문의면 | 文義面 | 93.30  | 2,078  | 4,799   | 상당구                |
| 현도면 | 賢都面 | 43.47  | 1,928  | 3,986   | 서원구                |
| 강내면 | 江內面 | 29.99  | 4,561  | 11,270  | 흥덕구                |
| 옥산면 | 玉山面 | 65.49  | 4,279  | 10,258  | 흥덕구                |
| 북이면 | 北二面 | 47.46  | 2,559  | 5,381   | 청원구                |
| 청원군 | 淸原郡 | 779.06 | 65,619 | 155,701 | 청주시에 편입 및 폐지 |

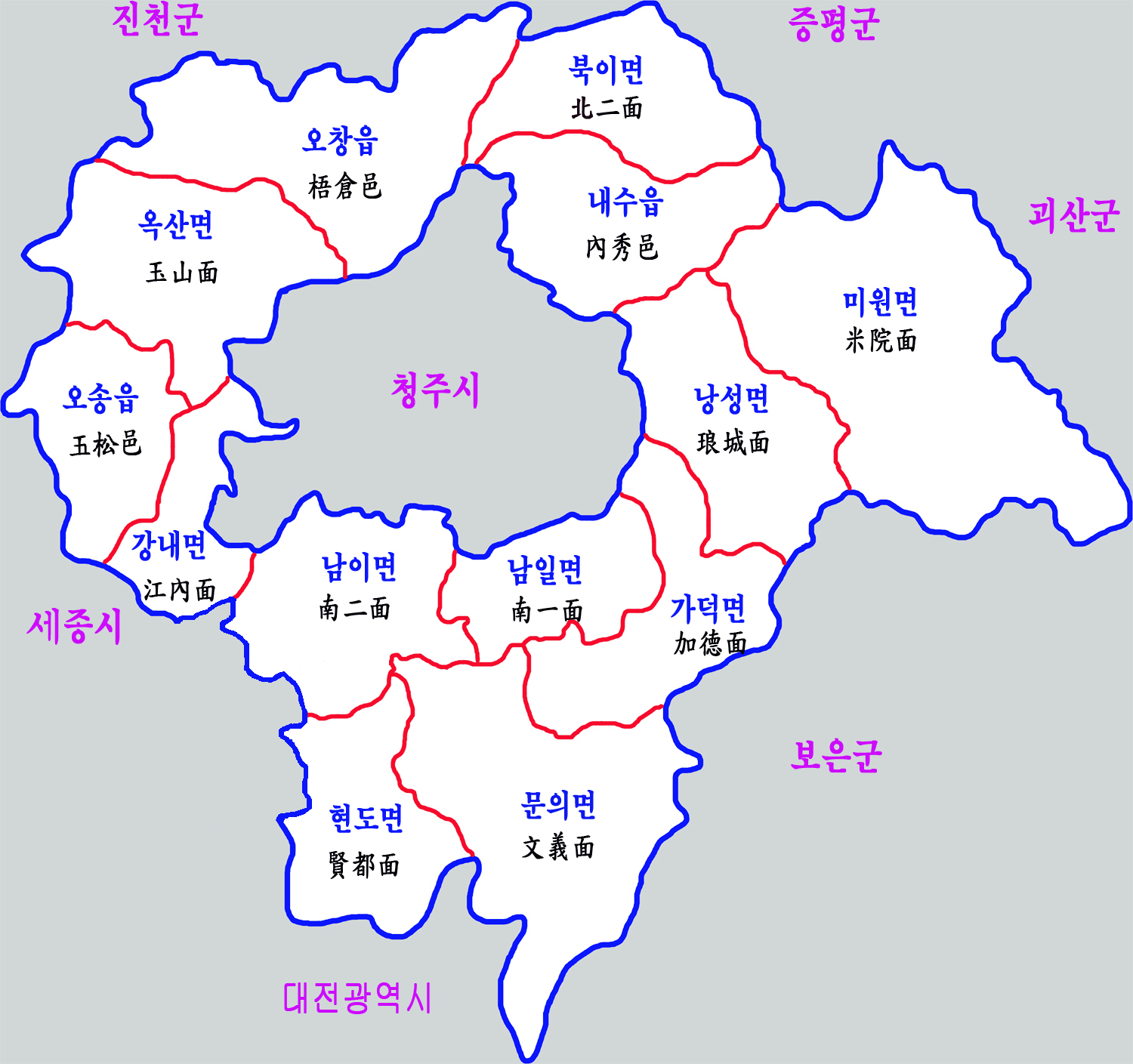

(인구·세대수는 2014년 7월 1일 폐지 직후를 기준으로함)

### 행정 구역 개편

#### 시군 통합
청원군은 청주시와 1995년 도농복합형 통합시 설치 무산 이후로도 여러 차례 시군 통합에 대해 논의된 적이 있었다. 한때 통합에 대한 청주시, 청원군의 주민투표가 각각 이루어지기도 했으나 무산되었다. 그러나 2009년 들어 행정구역 개편안이 부상함에 따라 다시 청주시와의 통합론이 물망에 올랐고, 2012년 4월 24일 한범덕 청주시장과 이종윤 청원군수는 충청북도청 소회의실에서 ‘청주·청원 통합추진 합의문’에 서명했다.
2012년 5월 1일에 충청북도는 시군통합 여부를 결정하기 위해 청원군의 주민투표 실시를 행정안전부에 건의했으며, 2012년 6월 27일에 주민투표가 실시되었다. 이 주민투표에서 청원군 유권자 120,240명 중 44,190명(36.8%)이 투표하였다. 개표 결과 유효투표수는 43,937표였으며 찬성 34,725표(79.0%)로 통합이 잠정 결정되었고, 충청북도 청주시 설치 및 지원특례에 관한 법률이 시행됨에 따라 2014년 7월 1일 청주시로 통합되어 청원군은 폐지되었다.

#### 세종특별자치시로의 편입
2005년 정부는 세종특별자치시(행정중심복합도시)에 부용면(외천리 제외)과 강내면 3개리(당곡리·사곡리·저산리)를 편입하기로 하였으나, 세종시로 편입될 경우 개발이 제한될 것이라고 우려한 일부 지역주민들의 강경한 반대로 결국 2010년에 국회는 부용면 지역만 세종시에 편입하고 강내면 3개리는 편입대상에서 제외하였다.